# ريفيار دو لو (كيبك)
ريفيار دو لو، كيبك (بالفرنسية: Rivière-du-Loup)‏ هي مدينة كندية تقع في مقاطعة كيبك. تبلغ مساحة هذه المدينة 84.2291 (كم²)، ويبلغ عدد سكانها 18586 نسمة حسب إحصاء سنة 2006 م، بينما كان يسكنها 17772 نسمة في سنة 2001 م. تحتل هذه المدينة المرتبة رقم 206 بين مدن كندا حسب عدد السكان والمرتبة رقم 56 في المقاطعة. النمو سكاني في هذه المدينة يقدر بـ(4.6).

## أعلام
- جورج كارون
- جون ماكلوكين
- ماري ميشو
- موريس آرثر بوب
- دانيلا أبريل

## وصلات خارجية
- الأطلس الحكومي لكندا
- إحصاءات كندا مع ساعة تعداد السكان